# Cifuentes, Cuba
Cifuentes là một đô thị và thành phố ở tỉnh Villa Clara của Cuba.
Khu định cư được lập năm 1819 và được lập thành đô thị năm 1919.

## Dân số
Năm 2004, đô thị Cifuentes có dân số 33.391. với diện tích 512 km² (197,7 mi²), và mật độ dân số 65,2người/km² (168,9người/sq mi).
Đô thị này được chia thành các barrio Alacrán, Amaro, Barro, Cabecera Norte, Cabecera Sur, Este, Oeste và Sitio Grande.